# RoboGate

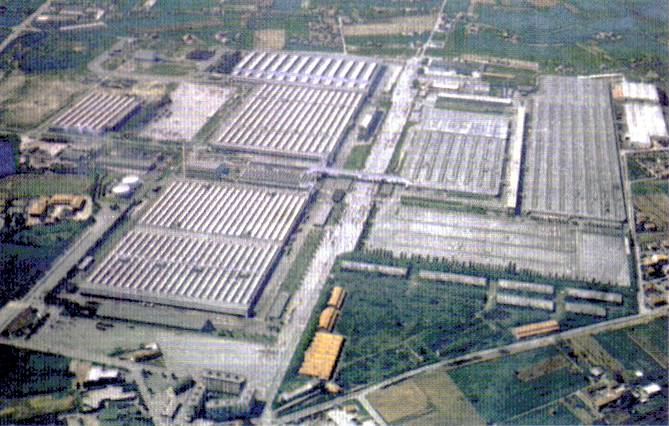
Vista aérea de la planta de Fiat Rivalta, primera en adoptar el sistema RoboGate

RoboGate es el nombre de un sistema flexible y completamente robotizado para la fabricación de carrocerías usado por la industria automovilística. Fue diseñado por Comau, filial de maquinária productiva del grupo Fiat. Fue puesto en funcionamiento por primera vez en 1978, en las plantas de Fiat Rivalta
 y Fiat Cassino para producir inicialmente 800 carrocerías al día, pudiéndose ampliar la producción hasta 1200 unidades al día. El Fiat Ritmo fue el primer automóvil del mundo cuya carrocería fue íntegramente producida por robots.[cita requerida]

## Historia

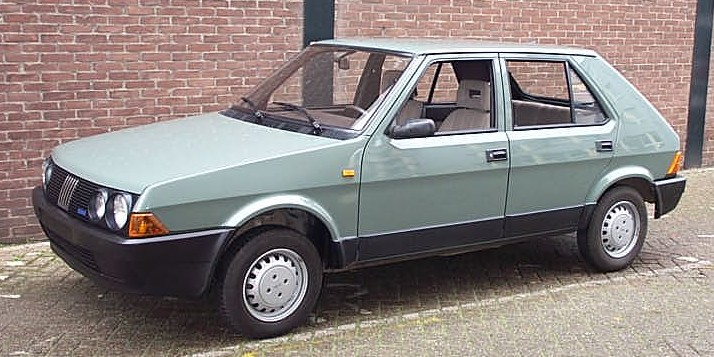
Fiat Ritmo, primer automóvil cuya carrocería fue producida enteramente por robots

El sistema RoboGate fue el resultado de una época de experimentación con robots, máquinas transportadoras y microprocesadores, así como una fuerte apuesta por la automatización de procesos por parte del grupo Fiat. Antes de poner en producción el sistema RoboGate se desarrollaron en 1972 y 1975 sistema robóticos de soldadura para los Fiat 131 y 132. En 1976 sistemas automáticos para el atornillado de piezas del 131 y para el montaje de material insonorizante. En 1977 y 1978 se desarrollan sistemas para la aplicación de pintura en automóviles. En 1981, posteriormente al lanzamiento del sistema Robogate, comenzaron a funcionar los sistemas para el montaje completo del eje trasero del Fiat Uno. En 1982 para la fabricación de cabezas de cilindro y cajas de dirección. En 1985 con el motor FIRE el completo montaje del motor.
El desarrollo del sistema comienza en 1975. Se pone en funcionamiento en 1978 para el lanzamiento del Fiat Ritmo, y posteriormente es usado también para el Panda y el Uno.
Posteriormente Comau, filial del grupo Fiat, comercializó el sistema y otros grupos automovilísticos lo adoptaron. Entre otras Chrysler Corporation LLC, General Motors, Groupe PSA, Volkswagen AG, Renault o Volvo.

## Elementos del sistema
Los principales elementos que forman el sistema RoboGate son:

### Plataformas móviles
Llamadas RoboCarrier. Son plataformas de poca altura, dotadas de motor eléctrico a baterías y controladas por ordenador. Su cometido es llevar las distintas piezas de la carrocería desde su aprovisionamiento hasta las unidades de soldadura; y una vez la carrocería ha sido completamente soldada, portarla terminada al lugar de la fábrica en la que continuará el proceso de fabricación del automóvil. Para su guiado disponen de sensores electromagnéticos. Los sensores reciben las órdenes dictadas por el ordenador central del sistema mediante señales emitidas a través de cables instalados en el suelo de la fábrica. Cuando la señal llega al microprocesador del RoboCarrier, activa al motor para autopropulsarse y circular hacia el lugar y por el trayecto indicado.

### Estación de soldadura
Son unidades robóticas automatizadas encargadas de soldar las diferentes partes de la carrocería. Cuatro robosts dispuestos en cada esquina del vehículo, sueldan simultáneamente las diferentes partes de la carrocería. Cada estación de soldadura dispone de siete programas de soldadura diferentes en memoria, por lo que puede realizar alternativamente sendos modelos diferentes de carrocería. Para esto, el ordenador central ordena el programa de soldadura que ha de usarse cuando llega el Robocarrier con las diferentes piezas de cada una de las carrocerías.

### Ordenador central
Es el encargado de gestionar el conjunto de la fabricación y circulación. Obedece a diferentes lógicas de funcionamiento. El ordenador central modifica el ritmo de circulación de las piezas que hay que soldar en función a la demanda. Tiene en cuenta que estaciones están sobrecargadas o libres. Si existe alguna inoperativa, los controladores del sistema pueden desviar la producción a otras estaciones de montaje para que esta permanezca ininterrumpida. Además es el encargado de guiar y regular la circulación de RoboCarriers, y dar orden a las estaciones de soldadura de que programa de soldado han de usar en función al tipo de piezas de carrocería que llegan a cada estación.

## Proceso
Las cuatro partes del bastidor (techo, suelo y cada uno de los lados) se cargan en una plataforma RoboCarrier. El ordenador central selecciona la estación de soldado a la que debe ir cada plataforma, teniendo en cuenta las unidades de soldado que se encuentran libres, las que no están disponibles, la carga de trabajo de cada una, el orden adecuado y su posición dentro la fábrica. Para guiar la plataforma el ordenador central transmite señales emitidas por cables instalados en el suelo de la fábrica, que captan los sensores electromagnéticos instalados en cada Robocarrier. Una vez que el RoboCarrier llega a la primera estación de soldadura, el ordenador central indica a los robots de la estación que programa de soldadura ha de usar en función al tipo de carrocería que se quiere obtener y el tipo de piezas que transporta el RoboCarrier. Los robots dan algunos puntos de soldadura a las cuatro partes de la carrocería para unirlas con la geometría final predefinida. Posteriormente, la carrocería es llevada a una segunda unidad de soldadura donde otros robots, recibiendo las órdenes precisas del ordenador central, aplican el resto de soldaduras a la carrocería. Durante el proceso se aplican más de 400 soldaduras a cada carrocería, dejando solo unas pocas más complejas bajo responsabilidad de trabajadores.

## Ventajas

### Mano de obra
Para controlar el sistema eran necesarias dos personas en comparación con las cien necesarias en una planta de la época para las operaciones de soldadura. Treinta operarios mantenían todo el sistema. Un único sistema RoboGate podía funcionar 24 horas al día para producir 300.000 carrocerías diferentes al año. Con su puesta en marcha,  aumentó la producción un 15% y convirtió a Fiat en líder en automatización de procesos con pequeña mano de obra.

### Flexibilidad
El sistema podía programarse para montar simultanemente hasta siete tipos de carrocería diferente usando la misma línea de soldadura, pudiendo adaptar la producción a la demanda sin necesidad de realizar inversión alguna en el sistema.
Además cambiando el software de las unidades de soldadura y del ordenador central, el sistema podía fabricar nuevas carrocerías. Esto permitía fabricar nuevos modelos sin necesidad de parar la producción incluso mientras se instalában nuevas unidades de soldadura para aumentar la producción, se cambiaban las máquinas o se adaptaba la fábrica.
El coste de cada sistema instalado en 1978 era de 7 millones de libras inglesas. Sin embargo el 80% de la inversión era reusable y readaptable para nuevas líneas de productos.

## Publicidad
Para mostrar el alto grado tecnológico alcanzado por Fiat, en el lanzamiento comercial del Fiat Ritmo se decidió mostrar el sistema RoboGate durante el proceso de fabricación del modelo, lo que resultaba muy novedoso en la época. Así, en el anuncio de televisión, se pueden apreciar diferentes peculiaridades del sistema RoboGate en funcionamiento. El eslogan final del anuncio se hizo muy popular: "Handbuilt by Robots".